# Lista de castelos na Baviera

Brasão de armas da região da Baviera.

Esta é uma lista de castelos na região da Baviera, na atual Alemanha. Alguns possuem uma história de mais de dez séculos, e diversos foram palco de importantes acontecimentos históricos.
Em língua alemã a descrição dos diferentes tipos de estrutura acastelada é: "Burg" (castelo), "Festung" (forte/fortaleza), "Schloss" (solar) e "Palais/Palast" (palácio). Muitos destes foram erguidos após a Idade Média principalmente para habitação da nobreza, mais do que para a defesa militar propriamente dita. 

## Alta Baviera

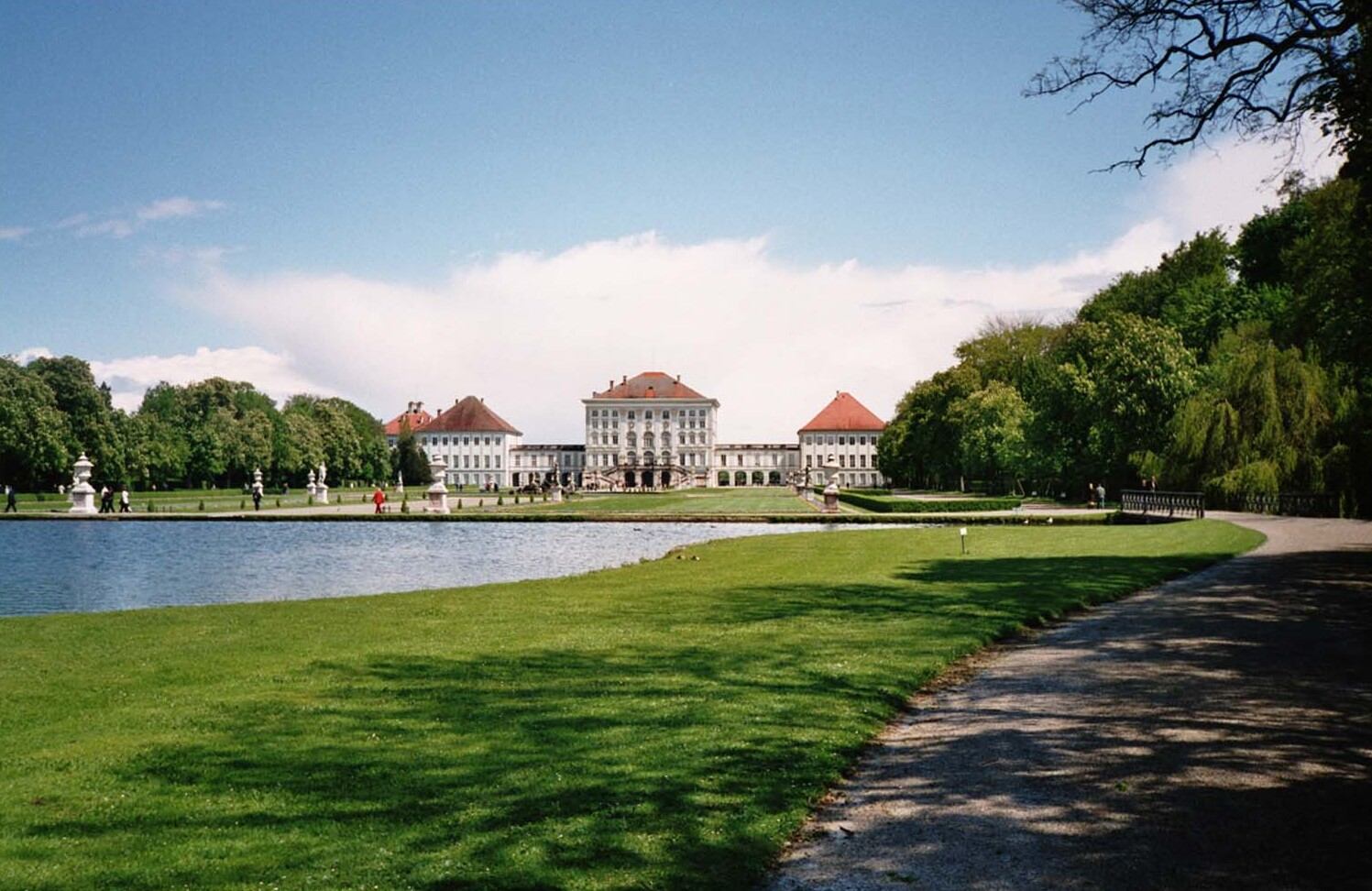
Palácio Nymphenburg

### Altötting

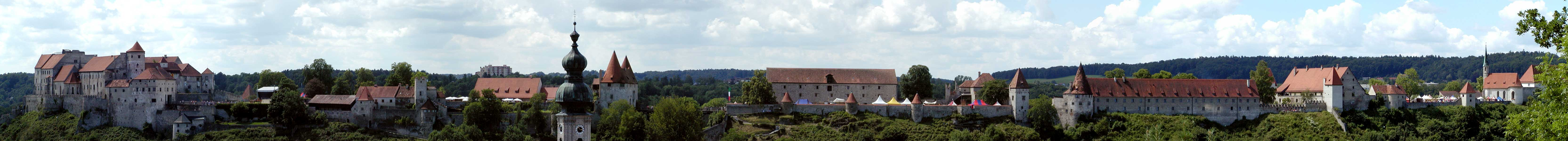
Castelo de Burghausen, vista panorâmica

1. Castelo de Burghausen
2. Solar Tuessling

### Bad Tölz-Wolfratshausen
1. Seeburg (Münsing)
2. Castelo Hohenburg

### Berchtesgadener Land
1. Solar Berchtesgaden
2. Castelo Gruttenstein
3. Castelo Karlstein
4. Solar Marzoll
5. Castelo Raschenberg
6. Solar Staufeneck

### Dachau

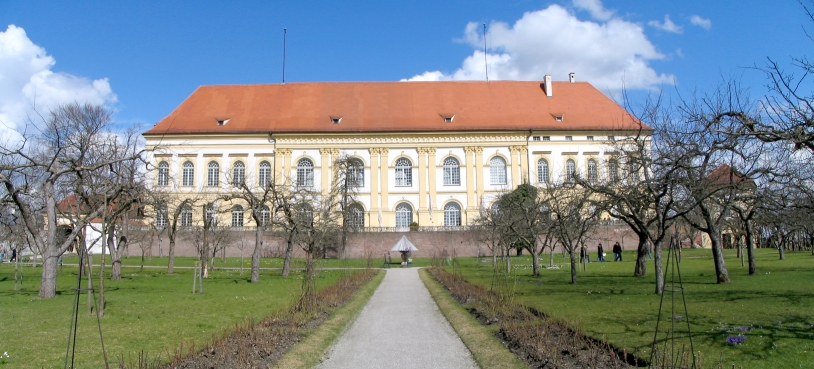
Palácio Dachau

1. Palácio Dachau
2. Solar Haimhausen
3. Solar Unterweikertshofen

### Ebersberg
1. Castelo Unterelkofen

### Eichstätt

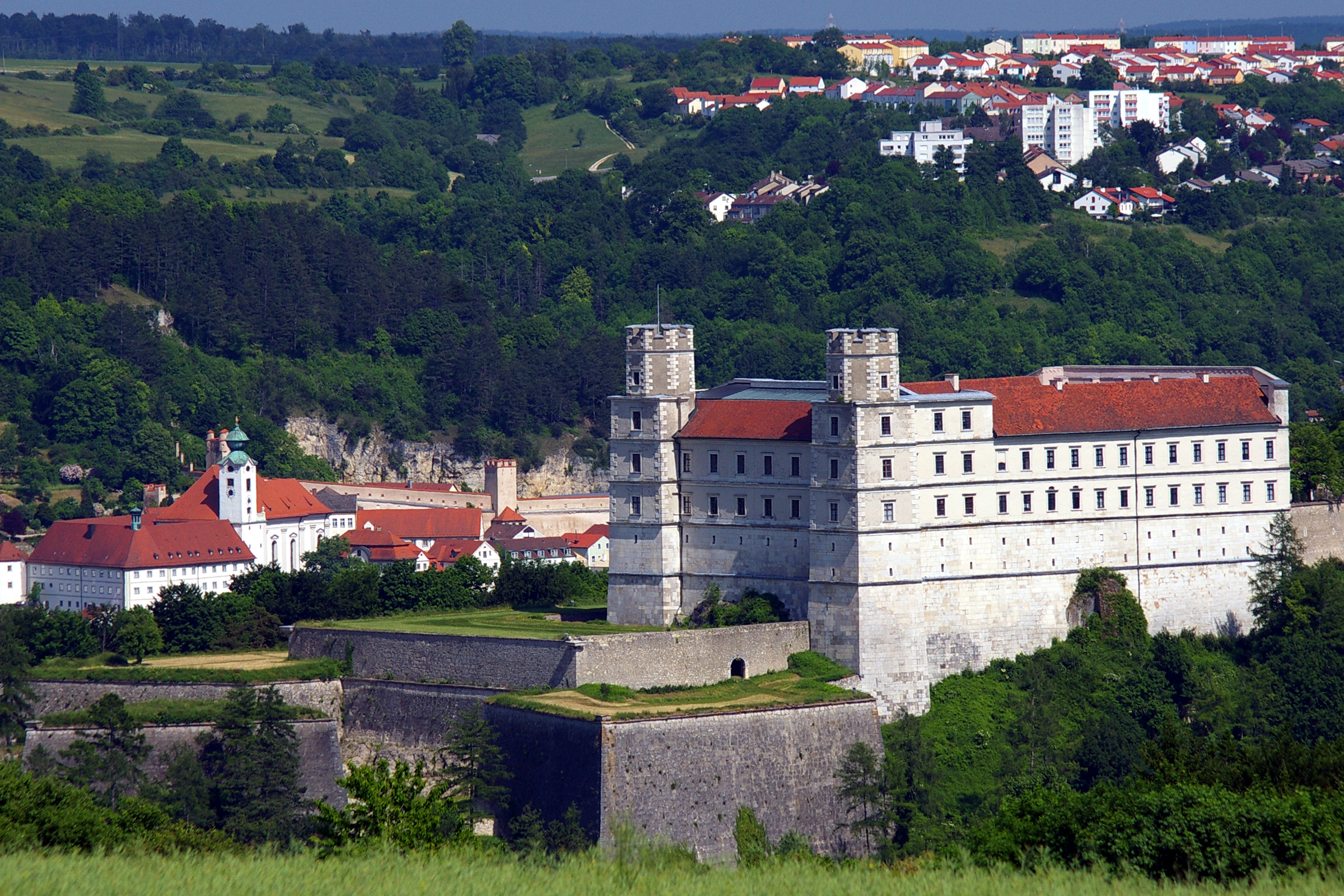
Willibaldsburg, Eichstätt

1. Castelo de Altmannstein, Altmannstein
2. Castelo Arnsberg, Kipfenberg
3. Castelo Brunneck, Titting
4. Castelo Dollnstein, Dollnstein
5. Residência Eichstätt, Eichstätt
6. Residência de Verão Eichstätt, Eichstätt
7. Solar Hepberg, Hepberg
8. Solar Hexenagger, Altmannstein
9. Solar Hirschberg, Beilngries
10. Kirchenburg Kinding, Kinding
11. Castelo Kipfenberg, Kipfenberg
12. Solar Lenting, Lenting
13. Castelo Mörnsheim, Mörnsheim
14. Castelo Nassenfels, Nassenfels
15. Solar Oberdolling, Oberdolling
16. Castelo Pfalzpaint, Walting
17. Solar Pfünz, Walting
18. Castelo Rieshofen, Walting
19. Castelo Rumburg, Kinding
20. Castelo Rundeck, Kinding
21. Solar Sandersdorf, Altmannstein
22. Solar Schönbrunn, Denkendorf
23. Solar Titting, Titting
24. Castelo Wellheim, Wellheim
25. Willibaldsburg, Eichstätt

### Erding
1. Solar Burgrein, Isen

### Garmisch-Partenkirchen
1. Königshaus am Schachen[1]
2. Palácio de Linderhof, Ettal

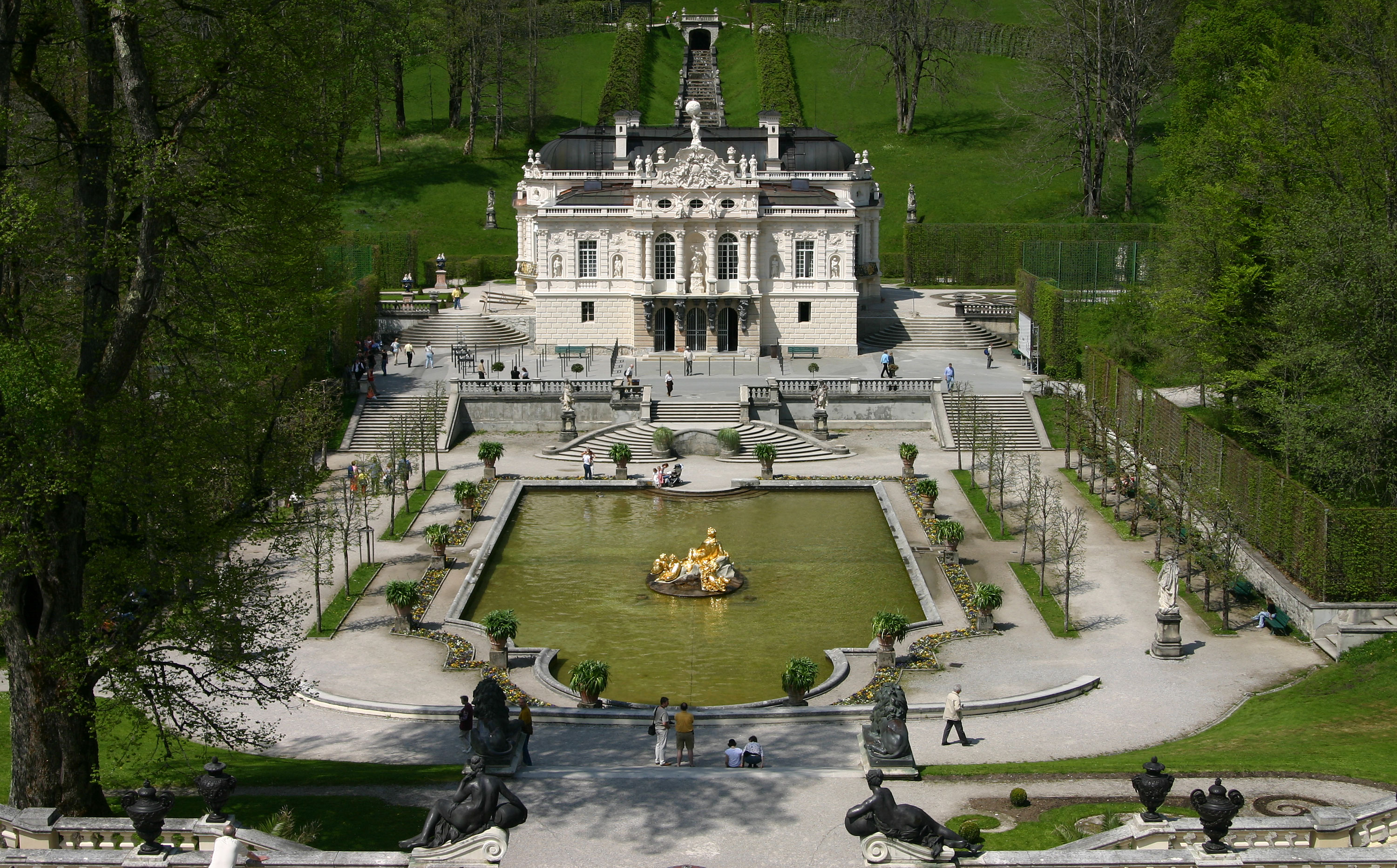
Palácio de Linderhof

3. Burgruine Werdenfels, Garmisch-Partenkirchen

### Ingolstadt
1. Castelo Novo Ingolstadt

### Landsberg
1. Damasia, Dießen am Ammersee
2. Phetine, Landsberg am Lech

### Mühldorf
1. Solar Jettenbach, Jettenbach
2. Solar Klebing, Pleiskirchen

### Munique
1. Alter Hof
2. Castelo de Ringberg
3. Amalienburg
4. Castelo Blutenburg
5. Palácio Nymphenburg
6. Residência de Munique[2]
7. Castelo de Fürstenried

### Munique (distrito)
1. Castelo Grünwald, Grünwald
2. Castelo de Schleissheim, Oberschleißheim

### Neuburg-Schrobenhausen
1. Castelo Velho (Baviera), Oberhausen
2. Solar Bertoldsheim, Rennertshofen
3. Jagdschloss Grünau, Neuburg an der Donau
4. Castelo Hütting, Rennertshofen
5. Solar Neuburg, Neuburg an der Donau
6. Wasserschloss Sandizell, Schrobenhausen
7. Solar Stepperg, Rennertshofen

### Pfaffenhofen
1. Solar Jetzendorf, Jetzendorf
2. Solar Reichertshausen, Reichertshausen
3. Solar Rohrbach, Rohrbach
4. Castelo Scheyern, Scheyern
5. Castelo Vohburg, Vohburg

### Rosenheim

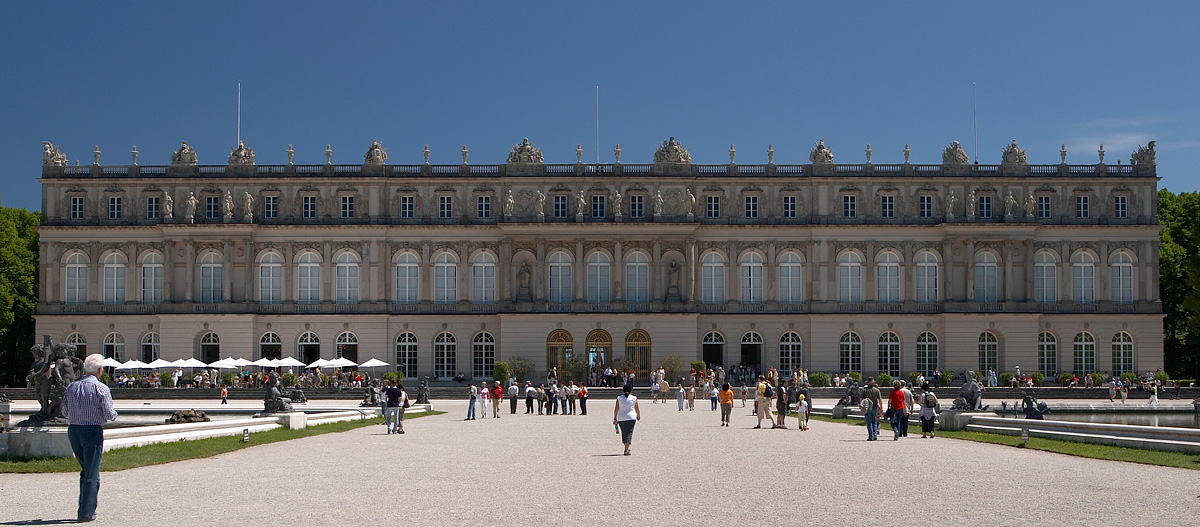
Palácio de Herrenchiemsee

1. Palácio de Herrenchiemsee, lago Chiem
2. Castelo Wasserburg, Wasserburg am Inn
3. Hofberg, Bad Aibling
4. Solar Amerang, Amerang
5. Solar Maxlrain, Maxlrain
6. Solar Altenburg, Altenburg
7. Solar Vagen, Vagen

### Starnberg
1. Castelo de Possenhofen
2. Schloss Leutstetten
3. Solar Allmannshausen, Berg
4. Solar Berg, Berg
5. Solar Kempfenhausen, Berg

### Traunstein
1. Solar Stein, Stein an der Traun
2. Castelo Tittmoning, Tittmoning

## Baixa Baviera

### Landshut
1. Castelo de Trausnitz
2. Burgruine Wolfstein

### Passau

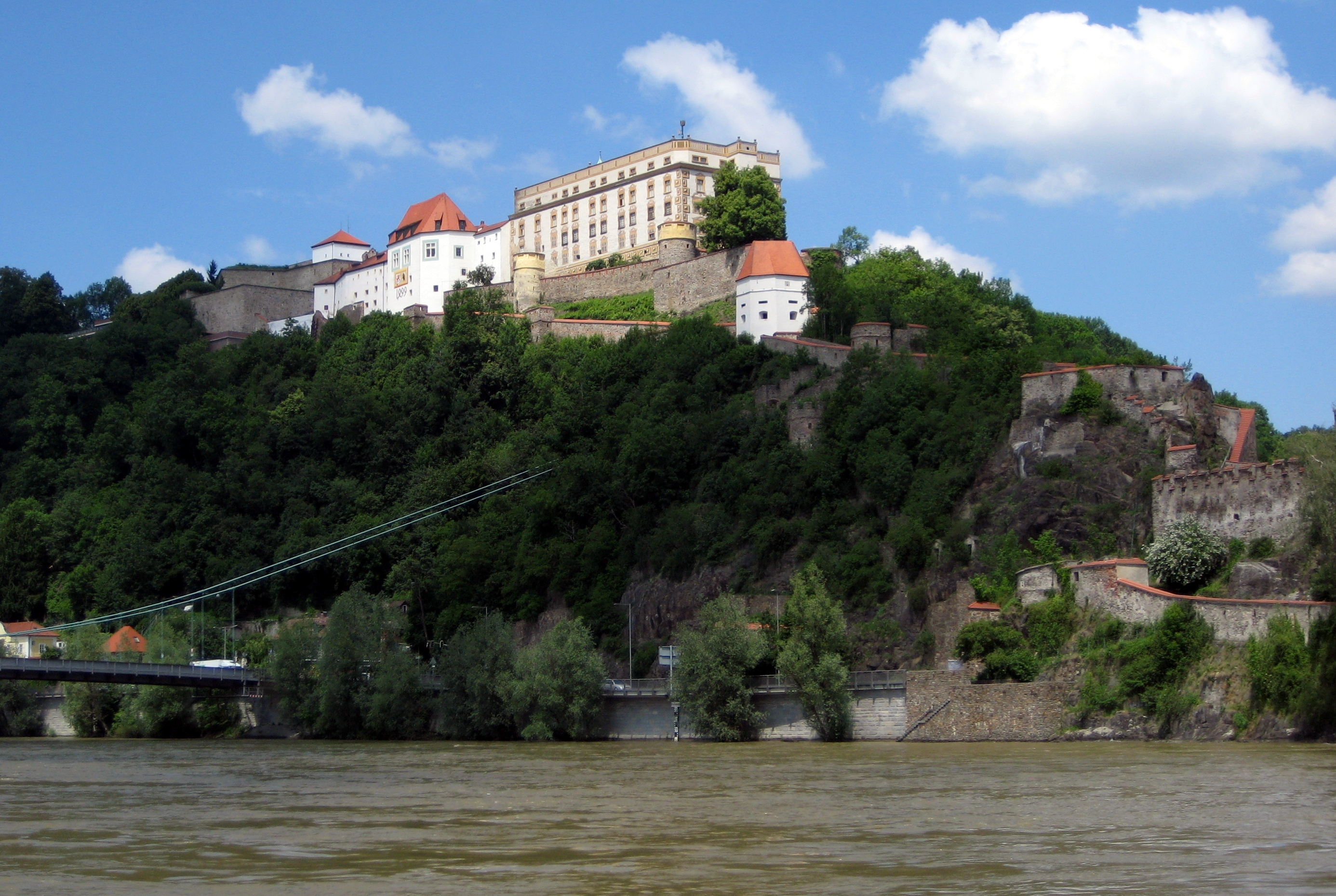
Veste Oberhaus

1. Antiga Residência de Passau
2. Nova Residência de Passau
3. Residência (Passau)
4. Solar Eggendobl
5. Solar Freudenhain
6. Veste Niederhaus
7. Veste Oberhaus

### Freyung-Grafenau
1. Saldenburg, Saldenburg

### Kelheim

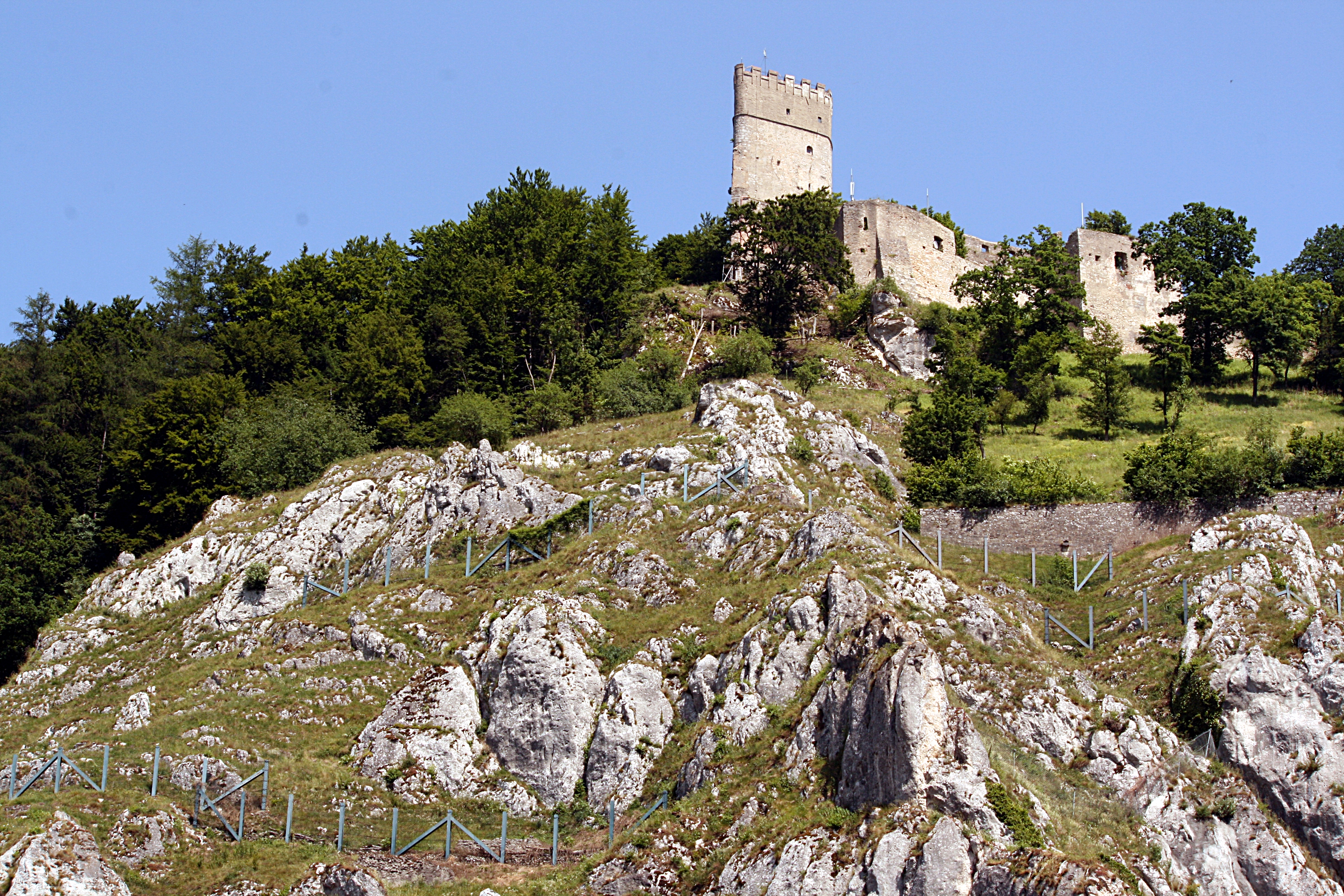
Castelo Randeck

1. Castelo Eggersberg, Riedenburg
2. Castelo Prunn, Riedenburg
3. Castelo Rabenstein, Riedenburg
4. Castelo Randeck, Essing
5. Solar Rosenburg, Riedenburg
6. Castelo Tachenstein, Riedenburg
7. Solar Train, Train
8. Solar Wildenberg, Wildenberg

### Passau
1. Ruína Altjochenstein, Untergriesbach
2. Englburg, Tittling
3. Solar Neuburg am Inn, Neuburg am Inn
4. Solar Neuhaus am Inn, Neuhaus am Inn
5. Solar Obernzell, Obernzell
6. Solar Ortenburg, Ortenburg

### Regen
1. Castelo Altnußberg, Geiersthal
2. Castelo Neunußberg, Viechtach
3. Castelo Weißenstein, Regen

### Rottal-Inn
1. Solar Arnstorf (superior), Arnstorf
2. Solar Arnstorf (inferior), Arnstorf
3. Solar Ering, Ering
4. Solar Mariakirchen, Arnstorf
5. Solar Münchsdorf, Roßbach
6. Solar Schönau, Schönau
7. Solar Thurnstein, Postmünster

### Straubing-Bogen
1. Castelo Neurandsberg, Rattenberg

## Alto Palatinado

### Amberg
1. Castelo Kurfürstliches

### Ratisbona
1. Abadia São Emmeram

### Amberg-Sulzbach
1. Castelo Dagestein, Vilseck
2. Castelo Heimhof, Ursensollen
3. Castelo Hohenburg, Hohenburg
4. Castelo Klosterburg, Kastl
5. Castelo Lichtenegg, Birgland
6. Castelo Pfaffenhofen, Kastl
7. Solar Sulzbach, Sulzbach-Rosenberg
8. Solar Schmidmühlen, Schmidmühlen
9. Hammerherrenschloss Theuern, Kümmersbruck
10. Castelo Poppberg, Birgland

### Cham
1. Castelo Chameregg, Cham
2. Castelo Falkenstein, Falkenstein
3. Castelo Kürnberg, Stamsried
4. Castelo Runding, Runding
5. Castelo Schwärzenberg, Roding
6. Castelo Schwarzenburg, Rötz
7. Solar Altrandsberg, Miltach
8. Solar Miltach, Miltach
9. Solar Thierlstein, Cham
10. Solar Zandt, Blaibach

### Neumarkt
1. Castelo Adelburg, Seubersdorf in der Oberpfalz
2. Castelo Breitenegg, Breitenbrunn
3. Deutschordensschloss, Postbauer-Heng
4. Castelo Haimburg, Berg bei Neumarkt in der Oberpfalz
5. Castelo Heinrichsbürg (Heinzburg), Neumarkt in der Oberpfalz
6. Castelo Helfenberg, Velburg
7. Castelo Hohenfels, Hohenfels
8. Solar Jettenhofen, Freystadt
9. Castelo Lupburg, Lupburg
10. Castelo Lutzmannstein, Velburg
11. Pfalzgrafenschloss Neumarkt, Neumarkt in der Oberpfalz
12. Castelo Niedersulzbürg, Mühlhausen
13. Castelo Obersulzbürg, Mühlhausen
14. Castelo Parsberg, Parsberg
15. Solar Pilsach, Pilsach
16. Solar Rohrenstadt, Berg bei Neumarkt in der Oberpfalz
17. Solar Pyrbaum, Pyrbaum
18. Solar Töging, Dietfurt an der Altmühl
19. Castelo Velburg, Velburg
20. Castelo Wildenstein, Dietfurt an der Altmühl
21. Solar Woffenbach, Neumarkt in der Oberpfalz
22. Castelo Wolfstein, Neumarkt in der Oberpfalz

### Neustadt (Waldnaab)
1. Solar Burgtreswitz, Moosbach
2. Castelo Flossenbürg, Flossenbürg
3. Solar Friedrichsburg, Vohenstrauß
4. Castelo Leuchtenberg, Leuchtenberg
5. Castelo Neuhaus, Windischeschenbach
6. Solar Röthenbach, Kohlberg
7. Castelo Velho (Neustadt), Neustadt an der Waldnaab
8. Castelo Novo (Neustadt), Neustadt an der Waldnaab
9. Castelo Parkstein, Parkstein
10. Castelo Schellenberg, Georgenberg

### Ratisbona
1. Solar Alteglofsheim, Alteglofsheim
2. Castelo Donaustauf, Donaustauf
3. Castelo Ehrenfels, Beratzhausen
4. Solar Etterzhausen, Nittendorf
5. Castelo Forstenberg, Regenstauf OT Ramspau/Karlstein
6. Castelo Kallmünz, Kallmünz
7. Solar Karlstein, Regenstauf OT Karlstein
8. Castelo Laaber, Laaber
9. Solar Ramspau, Regenstauf OT Ramspau
10. Solar Sünching, Sünching
11. Solar Wörth, Wörth an der Donau
12. Castelo Wolfsegg, Wolfsegg

### Schwandorf
1. Castelo Frauenstein, Winklarn
2. Solar Fronberg, Schwandorf
3. Castelo Haus Murach, Oberviechtach
4. Castelo Lengenfeld, Burglengenfeld
5. Solar Münchshofen, Teublitz
6. Castelo Stockenfels, Nittenau
7. Solar Teublitz, Teublitz
8. Castelo Wernberg, Wernberg-Köblitz

### Tirschenreuth
1. Solar Altenstädter, Erbendorf
2. Castelo Falkenberg, Falkenberg
3. Solar Friedenfels, Friedenfels
4. Solar Grötschenreuth, Erbendorf
5. Solar Hardeck, Neualbenreuth
6. Castelo Liebenstein, Plößberg
7. Solar Ottengrün, Neualbenreuth
8. Solar Reuth, Reuth b. Erbendorf
9. Solar Thumsenreuth, Krummennaab
10. Castelo Trautenberg, Krummennaab
11. Castelo Waldeck, Kemnath
12. Solar Waldershof, Waldershof
13. Castelo Weißenstein, Waldershof
14. Solar Wildenau, Plößberg
15. Solar Wildenreuth, Erbendorf
16. Solar Wolframshof, Kastl

## Alta Francónia

### Bamberg
1. Castelo Altenburg
2. Nova Residência (Bamberg)

### Bayreuth
1. Eremitage

### Coburgo

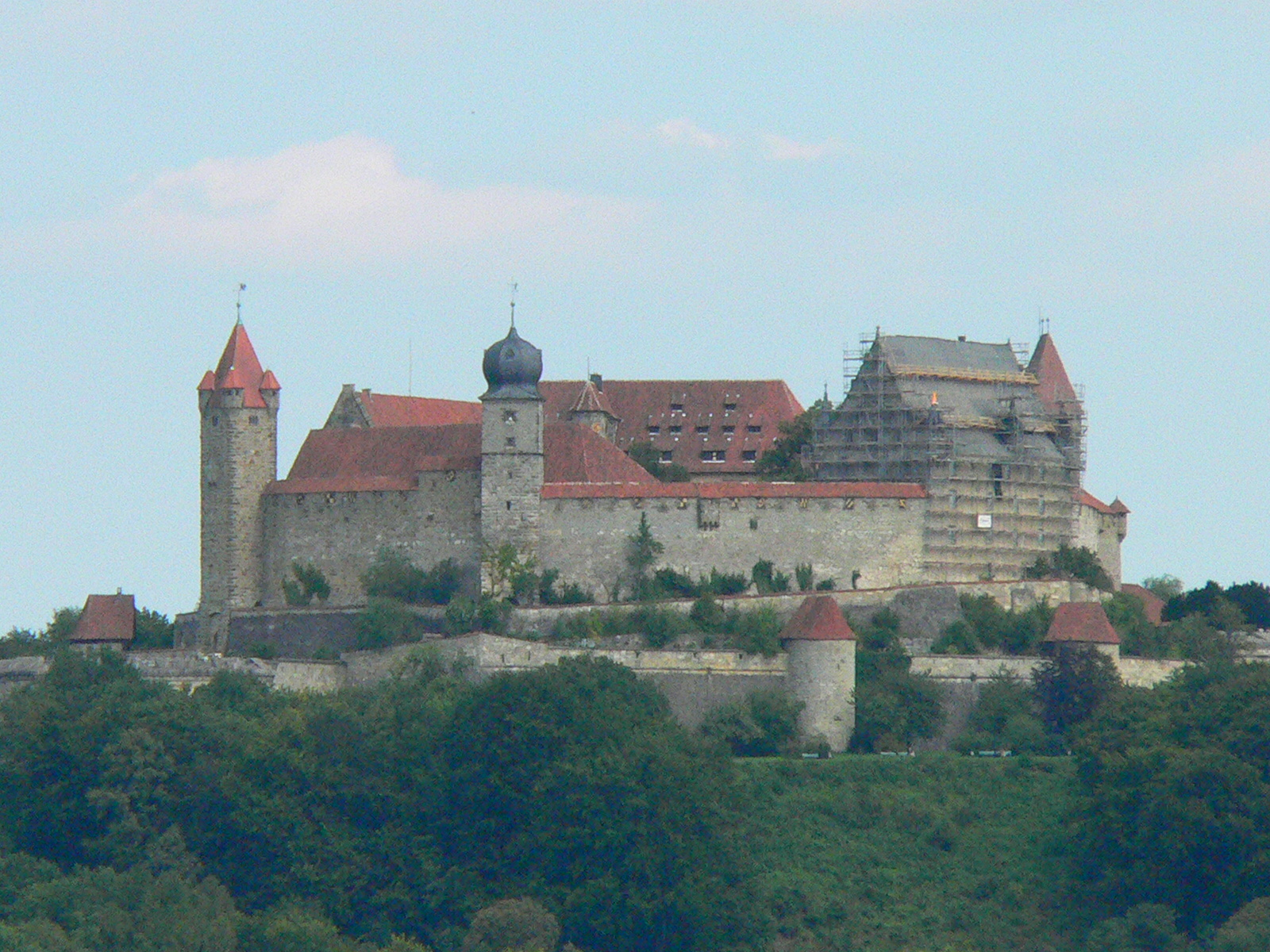
Veste Coburg

1. Solar Bürglaß
2. Solar Callenberg
3. Palácio Edinburgh
4. Palácio de Ehrenburg
5. Solar Eichhof
6. Solar Falkenegg
7. Solar Hohenfels
8. Solar Ketschendorf
9. Solar Neuhof
10. Castelo Rosenauer
11. Veste Coburg

### Bamberg
1. Castelo Giech, Scheßlitz

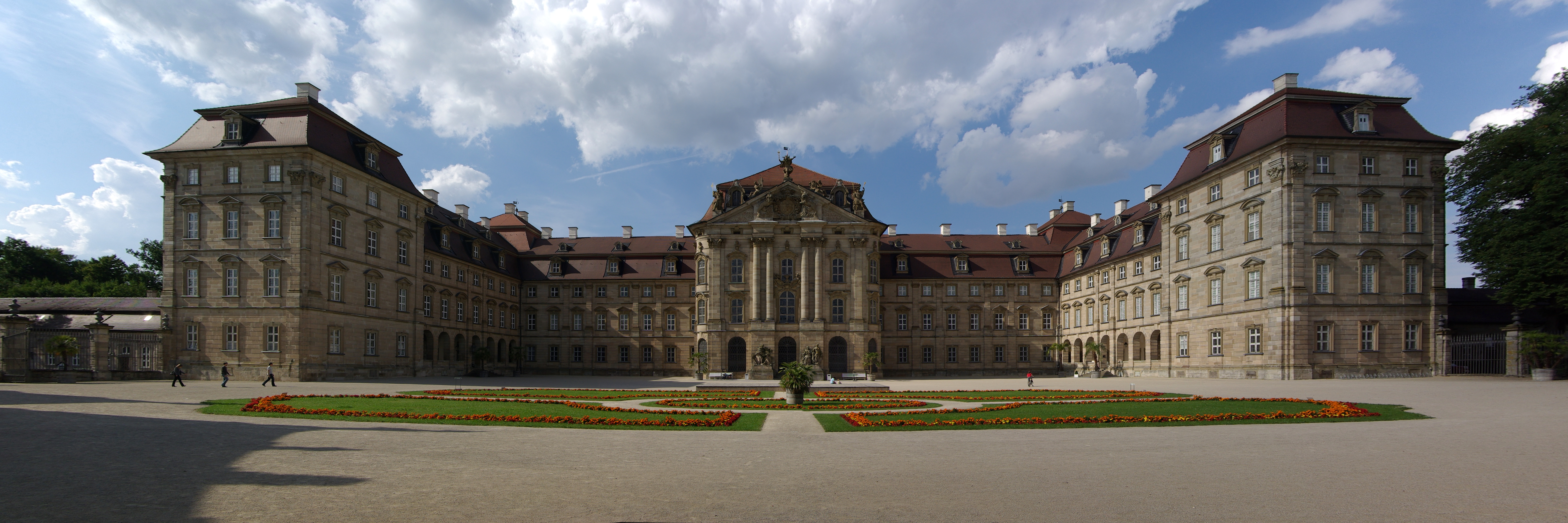
Solar Weißenstein

2. Solar Greifenstein, Heiligenstadt in Oberfranken
3. Castelo de Lisberg, Lisberg
4. Solar Seehof, Memmelsdorf
5. Wasserschloss Thüngfeld, Schlüsselfeld
6. Solar Weißenstein, Pommersfelden
7. Solar Wernsdorf, Strullendorf

### Bayreuth
1. Eremitage de Bayreuth
2. Palácio Fantaisie, Eckersdorf
3. Solar Freienfels, Hollfeld
4. Castelo Krögelstein, Hollfeld
5. Castelo Leienfels, Pottenstein
6. Castelo Neidenstein, Hollfeld

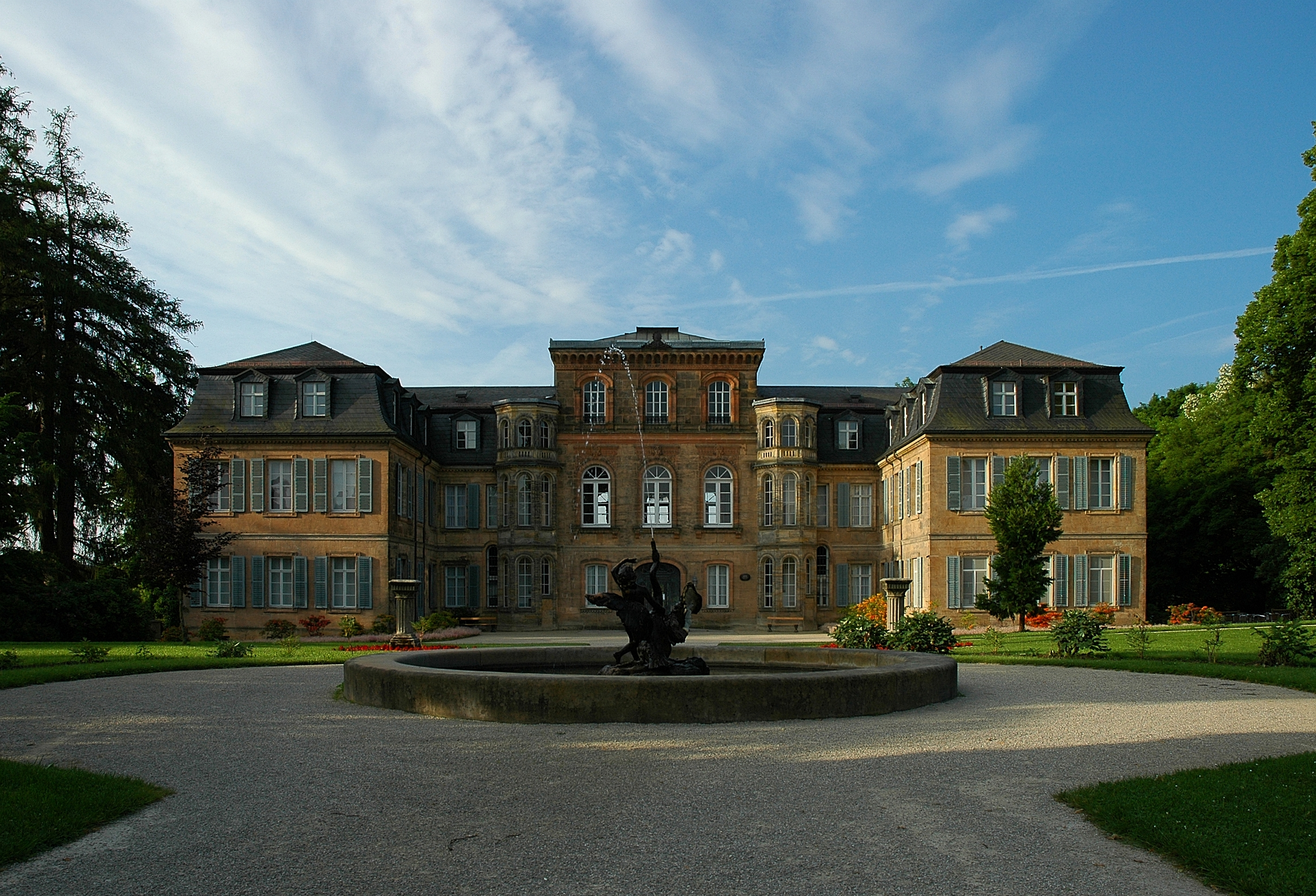
Palácio Fantaisie (vista norte)

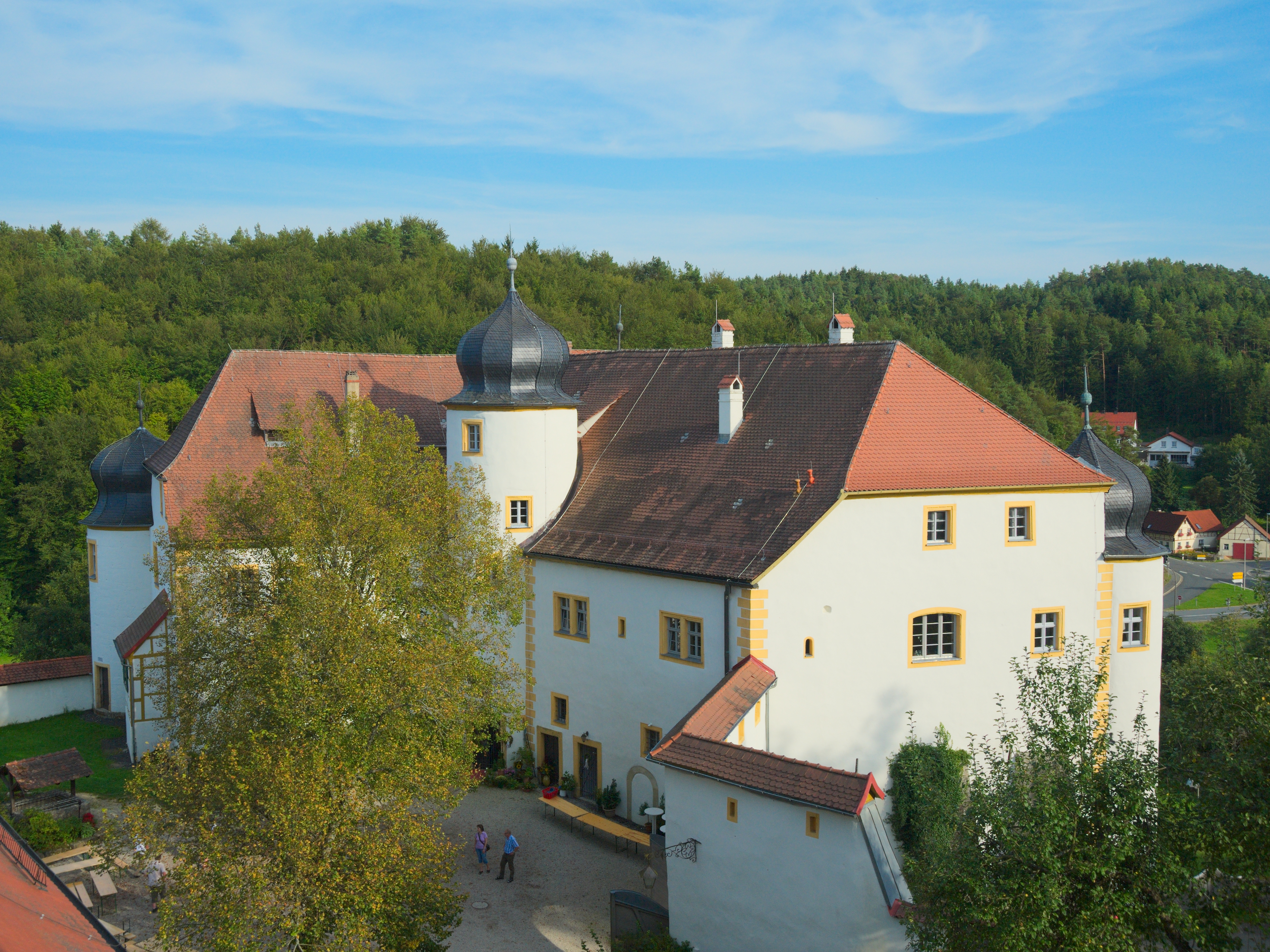
Pátio do Castelo Unteraufseß

7. Castelo Hohenberneck, Bad Berneck im Fichtelgebirge
8. Solar Oberaufseß, Aufseß
9. Solar Plankenfels, Plankenfels
10. Castelo Pottenstein, Pottenstein
11. Castelo Rabeneck, Waischenfeld
12. Castelo Rabenstein, Ahorntal
13. Castelo Stein, Gefrees
14. Solar Trockau, Pegnitz
15. Castelo Wadendorf, Plankenfels
16. Castelo Waischenfeld, Waischenfeld
17. Castelo Wallenrode, Bad Berneck im Fichtelgebirge
18. Castelo Walpotenburg, Bad Berneck im Fichtelgebirge

### Coburg
1. Solar Ahorn, Ahorn
2. Solar Hohenstein, Ahorn
3. Solar Lahm, Lahm/Itzgrund
4. Solar Moggenbrunn, Meeder
5. Schloss Rosenau, Rödental
6. Solar Tambach, Weitramsdorf

### Forchheim
1. Castelo Bärnfels, Obertrubach
2. Castelo Egloffstein, Egloffstein
3. Castelo Gaillenreuth, Ebermannstadt
4. Castelo Gößweinstein, Gößweinstein
5. Castelo Hiltpoltstein, Hiltpoltstein
6. Castelo Kohlstein, Gößweinstein
7. Solar Kunreuth, Kunreuth
8. Castelo Regensberg, Kunreuth
9. Castelo Streitburg, Wiesenttal
10. Castelo Thuisbrunn, Gräfenberg
11. Solar Thurn, Heroldsbach
12. Solar Wiesenthau, Wiesenthau
13. Castelo Wolfsberg, Obertrubach
14. Castelo Wolkenstein, Ebermannstadt

### Hof
1. Castelo Lichtenberg, Lichtenberg
2. Solar Reitzenstein

### Kronach
1. Solar Friesen, Kronach
2. Solar Friesen, Kronach
3. Solar Haig, Stockheim
4. Solar Hain, Küps
5. Solar Novo Küps, Küps
6. Solar Velho Küps, Küps
7. Solar Superior Küps, Küps
8. Castelo Lauenstein, Ludwigsstadt
9. Solar Superior Mitwitz, Mitwitz
10. Solar Inferior Mitwitz, Mitwitz
11. Solar Nagel, Küps
12. Solar Oberlangenstadt, Küps
13. Fortaleza Rosenberg, Kronach
14. Castelo Gehülz, Kronach
15. Solar Rothenkirchen, Pressig
16. Solar Schmölz, Küps
17. Solar Stockheim, Stockheim
18. Solar Theisenort, Küps

### Kulmbach
1. Castelo Plassenburg, Kulmbach Castelo Plassenburg, Kulmbach
2. Solar de Thurnau, Thurnau
3. Castelo Wernstein, Mainleus
4. Castelo Wildenstein, Presseck

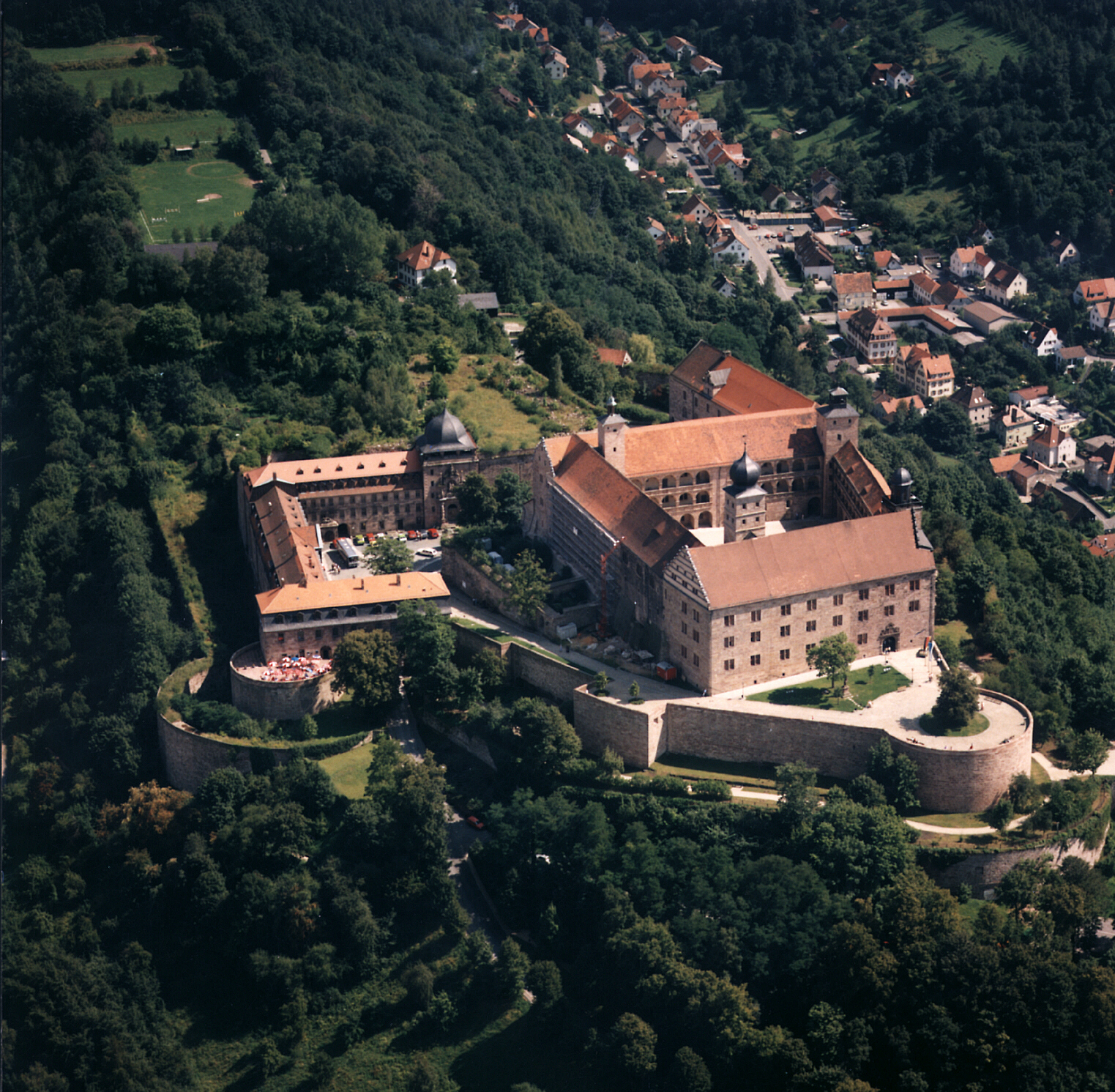
Castelo Plassenburg, Kulmbach

5. Castelo Zwernitz und Felsengarten Sanspareil, Wonsees

### Lichtenfels
1. Solar Banz, Bad Staffelstein

### Wunsiedel
1. Solar Alexandersbad, Bad Alexandersbad
2. Solar Brand, Marktredwitz
3. Castelo Epprechtstein
4. Castelo Hirschstein, Fichtelgebirge
5. Castelo Hohenberg, Hohenberg an der Eger
6. Solar Kaiserhammer, Marktleuthen
7. Labirinto de Fichtelgebirge
8. Solar Röthenbach, Arzberg
9. Castelo e Solar Neuhaus a. d. Eger, Hohenberg an der Eger
10. Castelo Rudolfstein, Weißenstadt
11. Castelo Thierstein, Thierstein
12. Castelo Waldstein

## Média Francónia

### Ansbach
1. Residência Ansbach

### Erlangen
1. Solar Bruck
2. Solar Erlangen
3. Solar Tennenlohe

### Fürth
1. Alte Veste
2. Solar Burgfarrnbach
3. Solar Steinach
4. Solar Vach

### Nuremberga
1. Castelo de Nuremberga
2. Muralhas da Cidade de Nuremberga
3. Burgen, Schlösser und Herrensitze im Stadtgebiet Nürnberg
4. Castelo Faber, Stein

### Schwabach
1. Solar Wolkersdorf

### Ansbach
1. Solar Bruckberg, Bruckberg
2. Castelo de Colmberg, Colmberg
3. Schloss Dennenlohe, Unterschwaningen
4. Solar Dinkelsbühl, Dinkelsbühl
5. Solar Dürrwangen, Dürrwangen
6. Solar Habelsee, Ohrenbach
7. Castelo Herrieden, Herrieden
8. Castelo Lehrberg, Lehrberg
9. Ruínas Leonrod, Dietenhofen
10. Fortaleza Lichtenau, Lichtenau
11. Solar Neuendettelsau, Neuendettelsau
12. Ruínas Rosenberg, Rügland
13. Solar Rügland, Rügland
14. Solar Schillingsfürst, Schillingsfürst
15. Solar Sommersdorf, Burgoberbach
16. Topplerschlösschen, Rothenburg ob der Tauber
17. Solar Triesdorf, Weidenbach
18. Solar Unterschwaningen, Unterschwaningen
19. Castelo Virnsberg, Flachslanden
20. Castelo Wahrberg, Aurach
21. Solar Wassertrüdingen, Wassertrüdingen
22. Solar Windelsbach, Windelsbach
23. Vogteischloss Wolframs-Eschenbach, Wolframs-Eschenbach

### Erlangen-Höchstadt
1. Solar Adelsdorf, Adelsdorf
2. Solar Hemhofen, Hemhofen
3. Solar Herzogenaurach, Herzogenaurach
4. Solar Höchstadt, Höchstadt an der Aisch
5. Solar Neuenbürg, Weisendorf
6. Solar Neuhaus, Adelsdorf
7. Solar Weingartsgreuth, Wachenroth
8. Solar Weisendorf, Weisendorf

### Fürth
1. Castelo de Cadolzburg, Cadolzburg
2. Faberschloss, Stein

### Neustadt (Aisch)-Bad Windsheim
1. Castelo Hoheneck, Ipsheim
2. Solar Obernzenn, Obernzenn
3. Solar Schwarzenberg, Scheinfeld
4. Solar Trautskirchen, Trautskirchen
5. Solar Unternzenn, Obernzenn

### Nürnberger Land

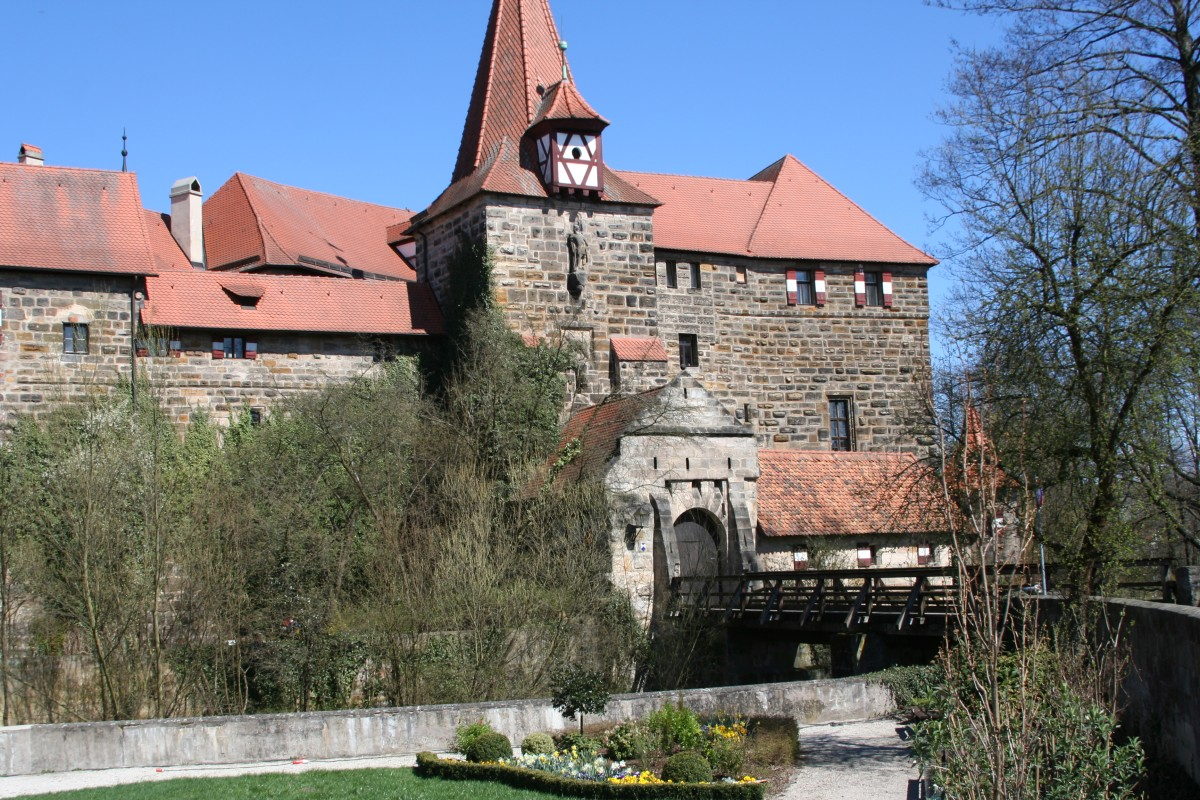
O Wenzelschloss do Imperador Carlos IV em Lauf an der Pegnitz

1. Solar Altdorf, Altdorf bei Nürnberg
2. Solar Artelshofen, Vorra
3. Ruínas Burgthann, Burgthann
4. Solar Eschenbach, Pommelsbrunn
5. Castelo Lichtenstein, Pommelsbrunn
6. Solar Grünsberg, Altdorf bei Nürnberg
7. Castelo Hartenstein, Hartenstein
8. Solar Hersbruck, Hersbruck
9. Castelo Hohenstein, Kirchensittenbach
10. Solar Kirchensittenbach, Kirchensittenbach
11. Castelo Malmsbach, Schwaig bei Nürnberg
12. Castelo Osternohe, Schnaittach
13. Solar Reichenschwand, Reichenschwand
14. Fortaleza Rothenberg, Schnaittach
15. Castelo Thann, Burgthann
16. Tucherschloss, Simmelsdorf
17. Solar Utzmannsbach, Simmelsdorf
18. Castelo Veldenstein, Neuhaus an der Pegnitz
19. Wenzelschloss, Lauf an der Pegnitz
20. Castelo Wildenfels, Simmelsdorf

### Roth
1. Castelo Abenberg, Stadt Abenberg
2. Castelo Allersberg, Markt Allersberg
3. Solar Appelhof, Markt Allersberg
4. Solar Greding, Stadt Greding
5. Castelo Hofberg, Stadt Greding
6. Bleymerschlösschen bei Kraftsbuch, Stadt Greding
7. Castelo Altenheideck, Stadt Heideck
8. Castelo Fäßleinsberg, Stadt Hilpoltstein
9. Castelo Hilpoltstein, Stadt Hilpoltstein
10. Residência Hilpoltstein, Stadt Hilpoltstein
11. Castelo Hinterhausen/Schlossberg, Stadt Heideck
12. Solar Kreuth, Stadt Heideck
13. Wehrkirche Mindorf, Stadt Hilpoltstein
14. Castelo Meckenhausen, Stadt Hilpoltstein
15. Castelo Mörlach (Minettenheim), Stadt Hilpoltstein
16. Solar Mörlach, Stadt Hilpoltstein
17. Castelo Oberrödel, Stadt Hilpoltstein
18. Solar Zell, Stadt Hilpoltstein
19. Solar Ratibor, Stadt Roth
20. Seckendorffschlösschen in Roth, Stadt Roth
21. Castelo Wartstein, Stadt Roth
22. Castelo Aue,  Markt Thalmässing
23. Castelo "Burschl" bei Aue,  Markt Thalmässing
24. Niederungsburg/Markgrafenschloss Eysölden,  Markt Thalmässing
25. Wehrkirche Eysölden,  Markt Thalmässing
26. Solar Gebersdorf,  Markt Thalmässing
27. Castelo Landeck,  Markt Thalmässing
28. Castelo "Alter Berg" bei Stauf, Markt Thalmässing
29. Castelo Stauff, Markt Thalmässing
30. Castelo Wernfels, Stadt Spalt
31. Solar Enderndorf, Stadt Spalt
32. Solar Untererlbach, Stadt Spalt
33. Solar Kugelhammer
34. Solar Dürrenmungenau
35. Castelo Harrlach

### Weißenburg-Gunzenhausen
1. Solar Absberg, Absberg
2. Solar Altenmuhr, Muhr am See
3. Castelo Bechthal, Raitenbuch
4. Solar Cronheim, Gunzenhausen
5. Schloss Ellingen, Ellingen
6. Solar Geyern, Bergen
7. Castelo Pappenheim, Pappenheim
8. Solar Sandsee, Pleinfeld
9. Solar Spielberg, Gnotzheim
10. Solar Stopfenheim, Ellingen
11. Solar Syburg, Bergen
12. Solar Wald, Gunzenhausen
13. Fortaleza Wülzburg, Weißenburg in Bayern

## Baixa Francónia

### Aschaffenburg
1. Solar Johannisburg
2. Solar Schönbusch

### Wurtzburgo

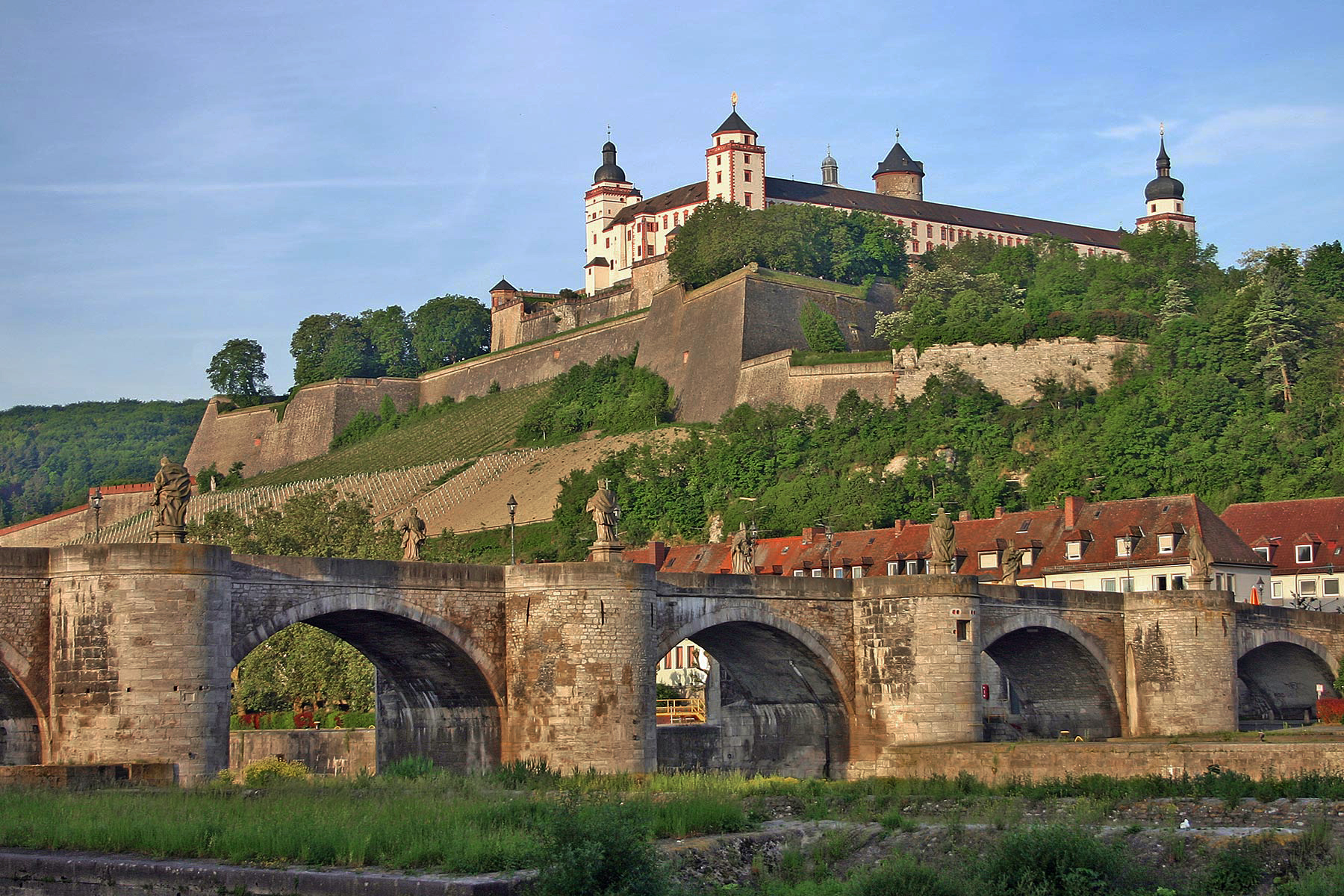
Festung Marienberg e a ponte antiga.

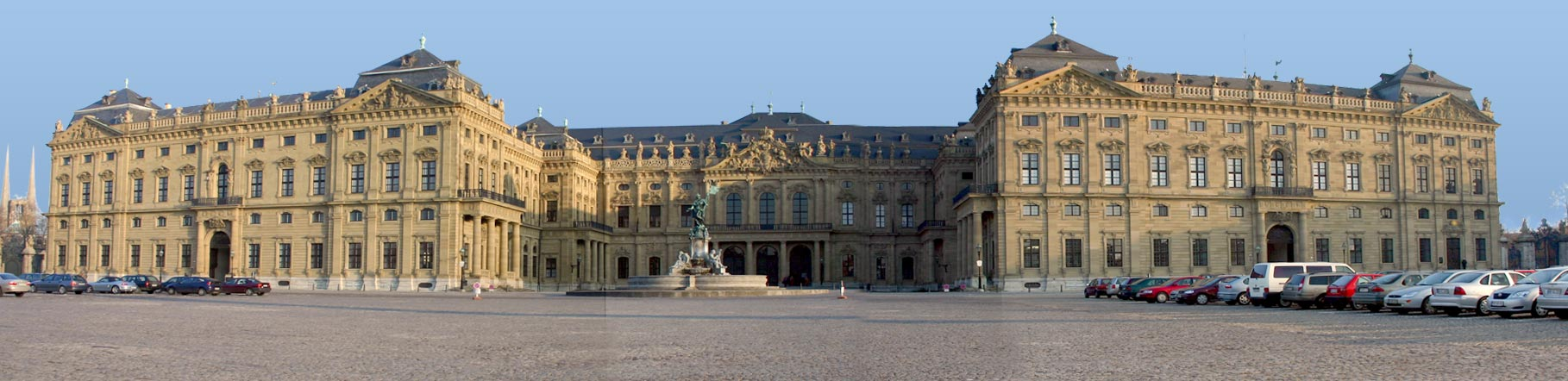
Residência de Wurtzburgo

1. Festung Marienberg, Wurtzburgo
2. Residência de Wurtzburgo

### Aschaffenburg
1. Castelo Alzenau, Alzenau
2. Solar Mespelbrunn, Mespelbrunn

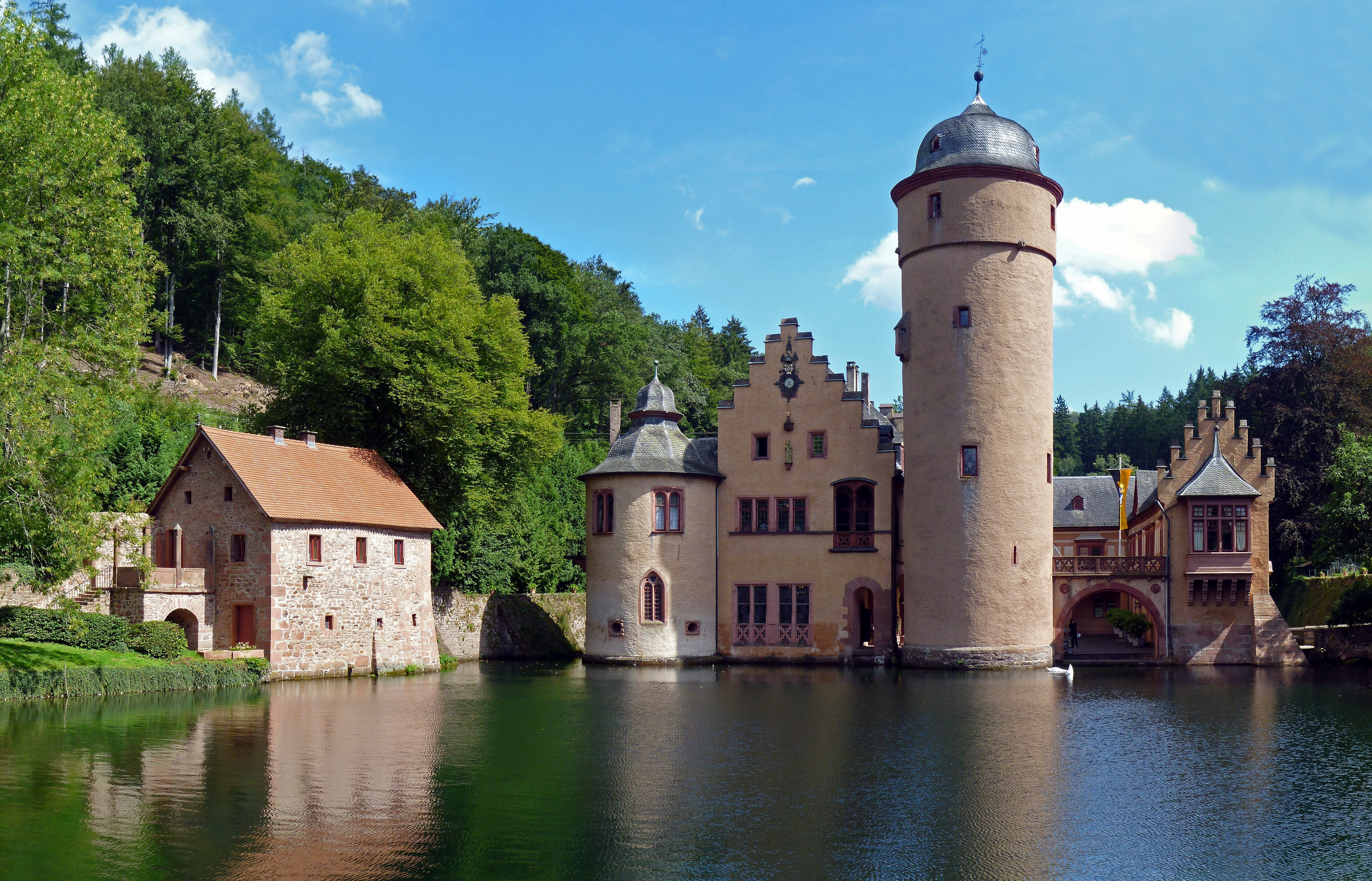
Castelo Mespelbrunn

3. Solar Luitpoldshöhe, gemeindefreies Gebiet Rohrbrunner Forst

### Bad Kissingen
1. Castelo Botenlauben, Bad Kissingen
2. Castelo Fuchsstadt, Fuchsstadt
3. Castelo Saaleck, Hammelburg
4. Castelo Trimberg, Elfershausen

### Haßberge

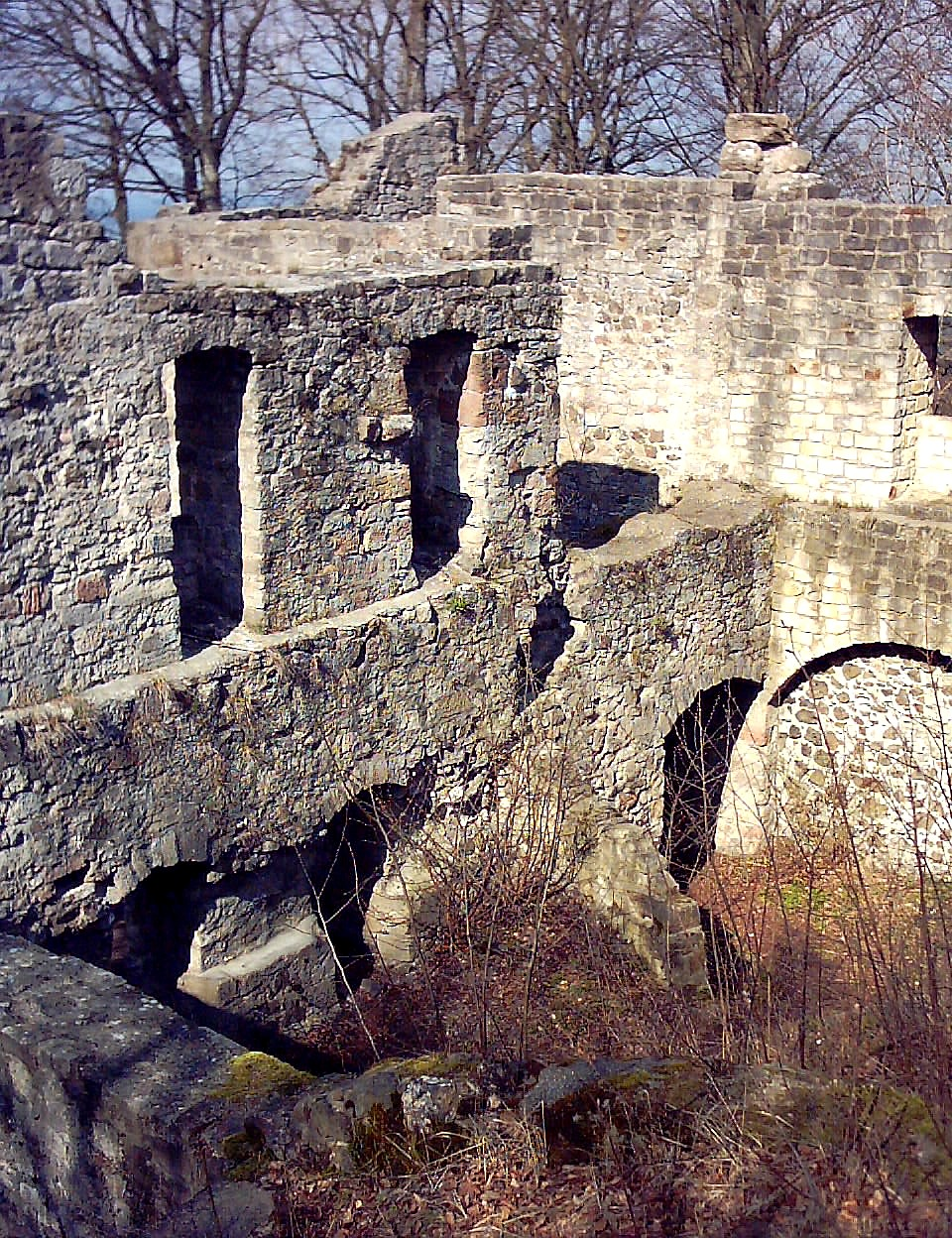
Castelo Bramberg

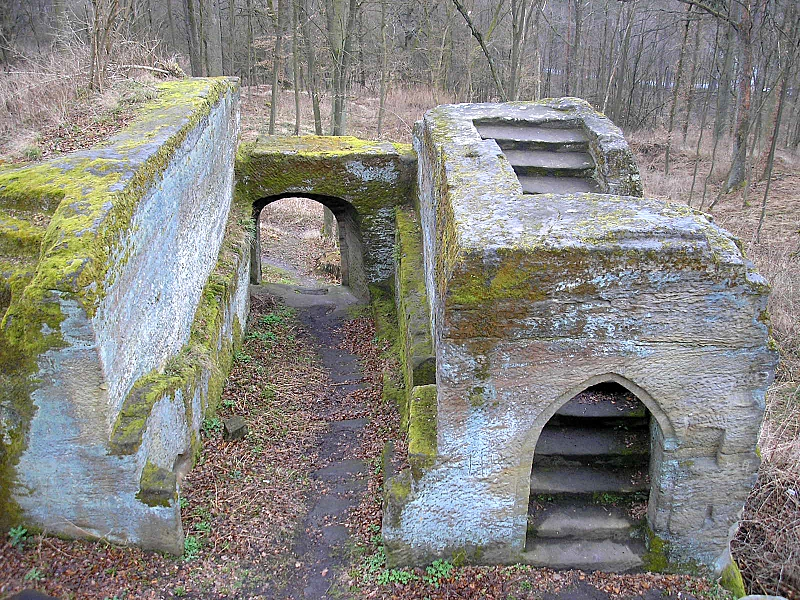
Castelo Rotenhan

1. Castelo Altenstein, Maroldsweisach
2. Castelo Bramberg, Ebern
3. Solar Eyrichshof, Ebern
4. Solar Fischbach, Ebern
5. Castelo Königsberg, Königsberg in Bayern
6. Burg Lichtenstein, Pfarrweisach
7. Castelo de Rauheneck, Ebern
8. Castelo Rotenhan, Ebern
9. Castelo Schmachtenberg, Zeil am Main
10. Solar Wonfurt, Wonfurt

### Kitzingen
1. Solar Altenschönbach, Prichsenstadt
2. Johanniterkastell, Biebelried
3. Solar Biebergau, Dettelbach
4. Solar Bimbach, Prichsenstadt
5. Solar Castell, Castell
6. Solar Einersheim, Markt Einersheim
7. Solar Friedrichsberg, Abtswind
8. Solar Gräflich Schönborn'sches, Volkach
9. Solar Fröhstockheim, Rödelsee
10. Solar Mainsondheim, Dettelbach
11. Solar Rödelsee, Rödelsee
12. Solar Rüdenhausen, Rüdenhausen
13. Solar Schwanberg, Rödelsee
14. Gräfliches Schloss Wiesentheid, Wiesentheid

### Main-Spessart

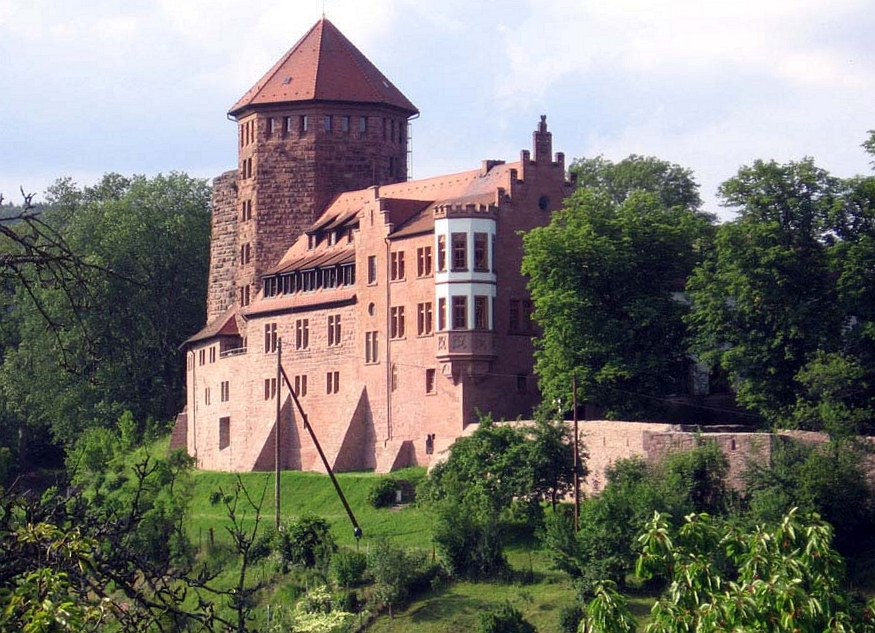
Castelo Rieneck à distância.

1. Kirchenburg Aschfeld, Eußenheim
2. Solar Büchold, Arnstein
3. Solar Homburg, Triefenstein
4. Homburg, Gössenheim
5. Castelo Karlsburg, Karlstadt
6. Solar Lohrer, Lohr am Main
7. Castelo Rieneck, Rieneck
8. Solar Rothenbuch, Rothenbuch
9. Castelo Rothenfels, Rothenfels
10. Schönrain, Gemünden am Main
11. Solar Weyberhöfe, Sailauf

### Miltenberg
1. Solar Amorbach, Amorbach

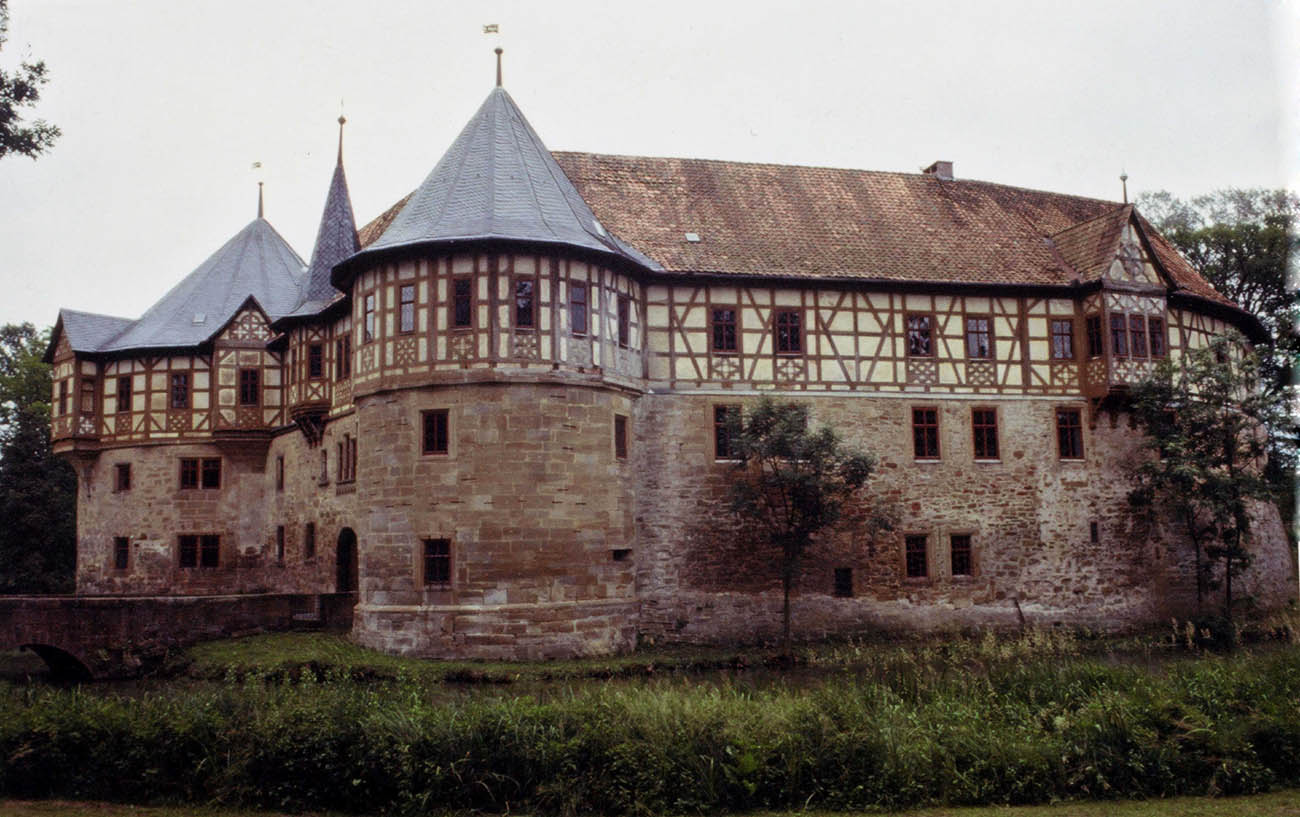
Irmelshausen

2. Castelo Clingen, Klingenberg am Main
3. Castelo Collenberg, Collenberg
4. Castelo Henne, Stadtprozelten
5. Solar Kleinheubach, Kleinheubach
6. Castelo Laudenbach, Laudenbach
7. Mildenburg, Miltenberg
8. Castelo Wildenberg, Kirchzell
9. Castelo Wildenstein, Eschau

### Rhön-Grabfeld

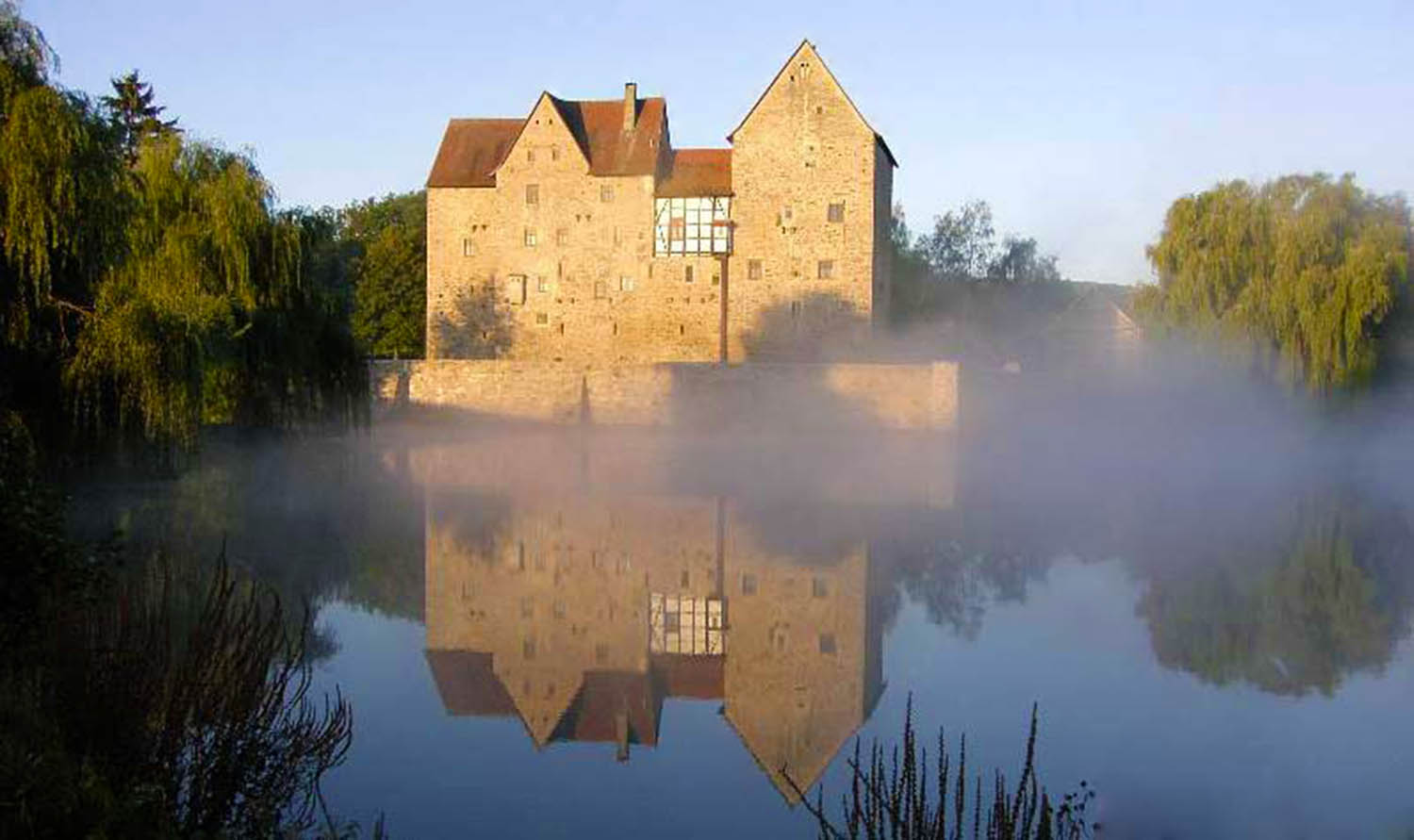
Castelo Brennhausen, visto de leste.

1. Castelo Brennhausen, Sulzdorf an der Lederhecke
2. Solar Kleinbardorf, Kleinbardorf
3. Salzburg, Bad Neustadt an der Saale
4. Irmelshausen, Höchheim
5. Sternberg, Sulzdorf an der Lederhecke

### Schweinfurt
1. Solar Vasbühl, Werneck
2. Solar Werneck, Werneck
3. Castelo Zabelstein, gemeindefreies Gebiet Hundelshausen

### Würzburgo
1. Castelo Brattenstein, Röttingen
2. Castelo Reichels, Aub

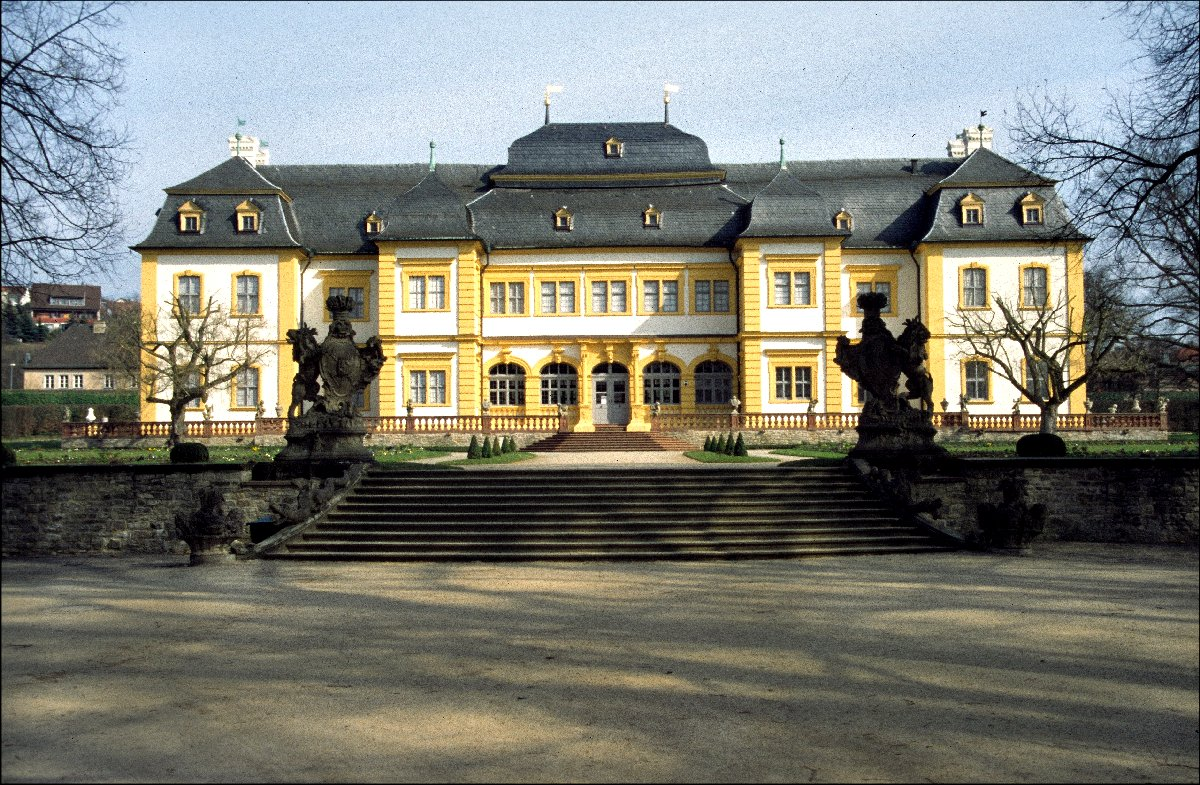
Solar Veitshöchheim

3. Solar Veitshöchheim, Veitshöchheim

## Suábia

### Augsburg
1. Augsburger Rathaus
2. Herrenhaus Bannacker, Augsburg (Bannacker)
3. Solar Wellenburg, Augsburg (Wellenburg)

### Kaufbeuren
1. Castelo Kemnat

### Kempten
1. Burgruine Burghalde

### Memmingen
1. Solar Eisenburg
2. Solar Grünenfurt
3. Solar Illerfeld

### Aichach-Friedberg
1. Castelo Bachern, Friedberg
2. Castelo Klingenberg, Aichach-Oberwittelsbach
3. Solar Friedberg, Friedberg
4. Solar Unterwittelsbach, Aichach-Unterwittelsbach
5. Castelo Wittelsbach, Aichach-Oberwittelsbach

### Dillingen
1. Solar Altenberg, Syrgenstein
2. Solar Bächingen, Bächingen an der Brenz
3. Solar Bissingen, Bissingen
4. Castelo Bloßenstaufen, Syrgenstein
5. Castelo Bocksberg, Laugna
6. Solar Dillingen, Dillingen an der Donau
7. Solar Glött, Glött
8. Solar Haunsheim, Haunsheim
9. Solar Höchstädt, Höchstädt an der Donau
10. Castelo Hohenburg, Bissingen
11. Solar Kalteneck, Schwenningen
12. Solar Lauingen, Lauingen (Donau)
13. Solar Oberbechingen, Oberbechingen
14. Solar Schlachtegg, Gundelfingen an der Donau
15. Solar Staufen, Syrgenstein
16. Solar Wertingen, Wertingen

### Donau-Ries
1. Castelo Alerheim, Alerheim
2. Solar Amerdingen, Amerdingen
3. Solar Genderkingen, Genderkingen
4. Castelo Gosheim, Gemeinde
5. Castelo Graisbach in Graisbach, Gemeinde Marxheim
6. Castelo Harburg, Harburg (Schwaben)
7. Solar Velho de Hemerten, Hemerten
8. Solar Novo de Hemerten, Hemerten
9. Solar Hirschbrunn in Hirschbrunn, Gemeinde Auhausen
10. Solar Hochaltingen in Hochaltingen, Gemeinde Fremdingen
11. Castelo Hochhaus bei Karlshof, Gemeinde Hohenaltheim
12. Solar Hohenaltheim, Hohenaltheim
13. Solar Kleinerdlingen, Kleinerdlingen,
14. Solar Leitheim, Leitheim
15. Solar Lierheim, Lierheim
16. Solar Monheim, Monheim
17. Burg Niederhaus in Niederhaus, Gemeinde Ederheim
18. Solar Oberndorf, Oberndorf am Lech
19. Solar Otting, Otting
20. Solar Oettingen, Oettingen in Bayern
21. Solar Velho de Rain, Rain
22. Solar Reimlingen, Reimlingen
23. Solar Schweinspoint, Schweinspoint
24. Castelo Steinhart, Steinhart
25. Solar Tagmersheim, Tagmersheim
26. Solar Tapfheim, Tapfheim
27. Castelo Thurneck, Thurneck
28. Solar Velho Wallerstein, Wallerstein
29. Moritzschlösschen Wallerstein, Wallerstein
30. Solar Novo Wallerstein, Wallerstein
31. Wellwart (Wöllwarth), Harburg

### Günzburg
1. Solar Autenried, Ichenhausen
2. Solar Burgau, Burgau
3. Solar Burtenbach, Burtenbach
4. Solar Eberstall, Jettingen-Scheppach
5. Solar Edelstetten, Neuburg an der Kammel
6. Solar Günzburg, Günzburg
7. Solar Haldenwang, Haldenwang
8. Solar Superior Ichenhausen, Ichenhausen
9. Solar Inferior Ichenhausen, Ichenhausen
10. Solar Jettingen, Jettingen-Scheppach
11. Solar Klingenburg, Jettingen-Scheppach
12. Solar Krumbach, Krumbach
13. Solar Landstrost, Offingen
14. Solar Leipheim, Leipheim
15. Solar Neuburg an der Kammel, Neuburg an der Kammel
16. Solar Niederraunau, Krumbach
17. Castelo Reisensburg, Günzburg
18. Solar Seifriedsberg, Ziemetshausen
19. Solar Unterknöringen, Burgau
20. Solar Waldstetten, Waldstetten

### Neu-Ulm
1. Solar Beuren, Pfaffenhofen an der Roth
2. Solar Hausen, Neu-Ulm
3. Solar Illereichen, Altenstadt
4. Solar Illertissen (sogenanntes Vöhlinschloss), Illertissen
5. Solar Neubronn, Neu-Ulm
6. Castelo Neuhausen, Holzheim
7. Solar Obenhausen, Buch
8. Solar Osterberg, Osterberg
9. Solar Reutti, Neu-Ulm
10. Solar Velho Weißenhorn, Weißenhorn
11. Solar Novo Weißenhorn, Weißenhorn

### Ostallgäu
1. Schloss Bullachberg, Schwangau
2. Castelo Eisenberg, Eisenberg

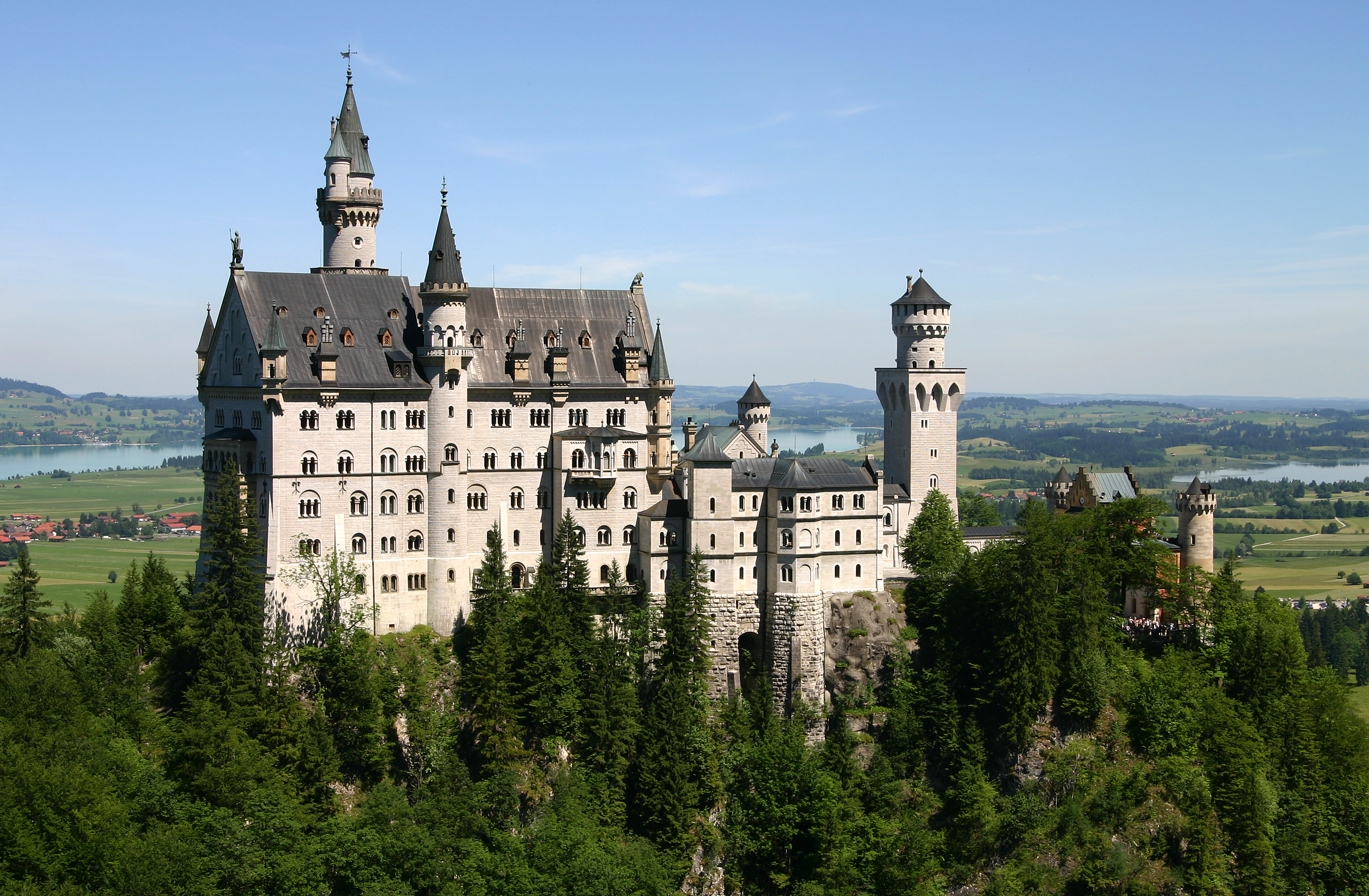
Castelo de Neuschwanstein.

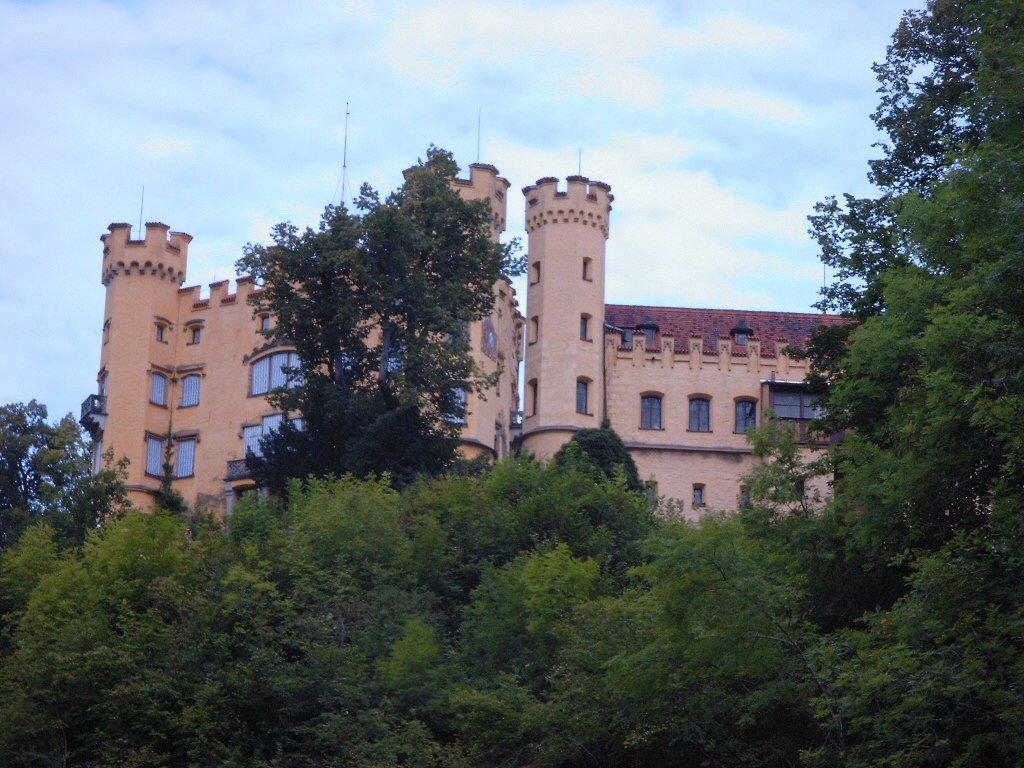
Hohenschwangau

3. Castelo de Falkenstein (Baviera), Pfronten
4. Solar Günzach, Günzach
5. Castelo Helmishofen, Kaltental
6. Castelo Hohenfreyberg, Eisenberg
7. Castelo de Hohenschwangau, Schwangau
8. Solar Hohes, Füssen
9. Solar Hopferau, Hopferau
10. Solar Lamerdingen, Lamerdingen
11. Solar Marktoberdorf, Marktoberdorf
12. Castelo Nesselburg, Nesselwang
13. Castelo de Neuschwanstein, Schwangau
14. Solar Osterzell, Osterzell
15. Solar Unterthingau, Unterthingau
16. Solar Waal, Waal
17. Solar Weizern, Hopferau

### Unterallgäu
1. Solar (Bürgermeister-Rabus-Straße 5), Memmingerberg
2. Solar (so called Rotes Schlößle, Am Roten Schlößle 2), Memmingerberg
3. Solar (so called  Wachterchlößle, Benninger Straße 8), Memmingerberg
4. Castelo Altenschönegg, Oberschönegg
5. Solar Babenhausen, Babenhausen
6. Solar Bedernau, Breitenbrunn
7. Solar Boos, Boos
8. Solar Fellheim, Fellheim
9. Solar Frickenhausen, Lauben
10. Solar Grönenbach, Bad Grönenbach
11. Solar Grönenbach, Bad Grönenbach
12. Solar Holzgünz, Holzgünz
13. Solar Kirchheim, Kirchheim in Schwaben
14. Solar Kronburg, Kronburg
15. Solar Künersberg, Memmingerberg
16. Novo Solar Lautrach, Lautrach
17. Solar Markt Wald, Markt Wald
18. Solar Mattsies, Tussenhausen
19. Solar Mindelburg, Mindelheim
20. Castelo Rothenstein, Bad Grönenbach
21. Solar Trunkelsberg, Trunkelsberg
22. Solar Türkheim, Türkheim
23. Solar Ungerhausen, Ungerhausen